# Boustrapa

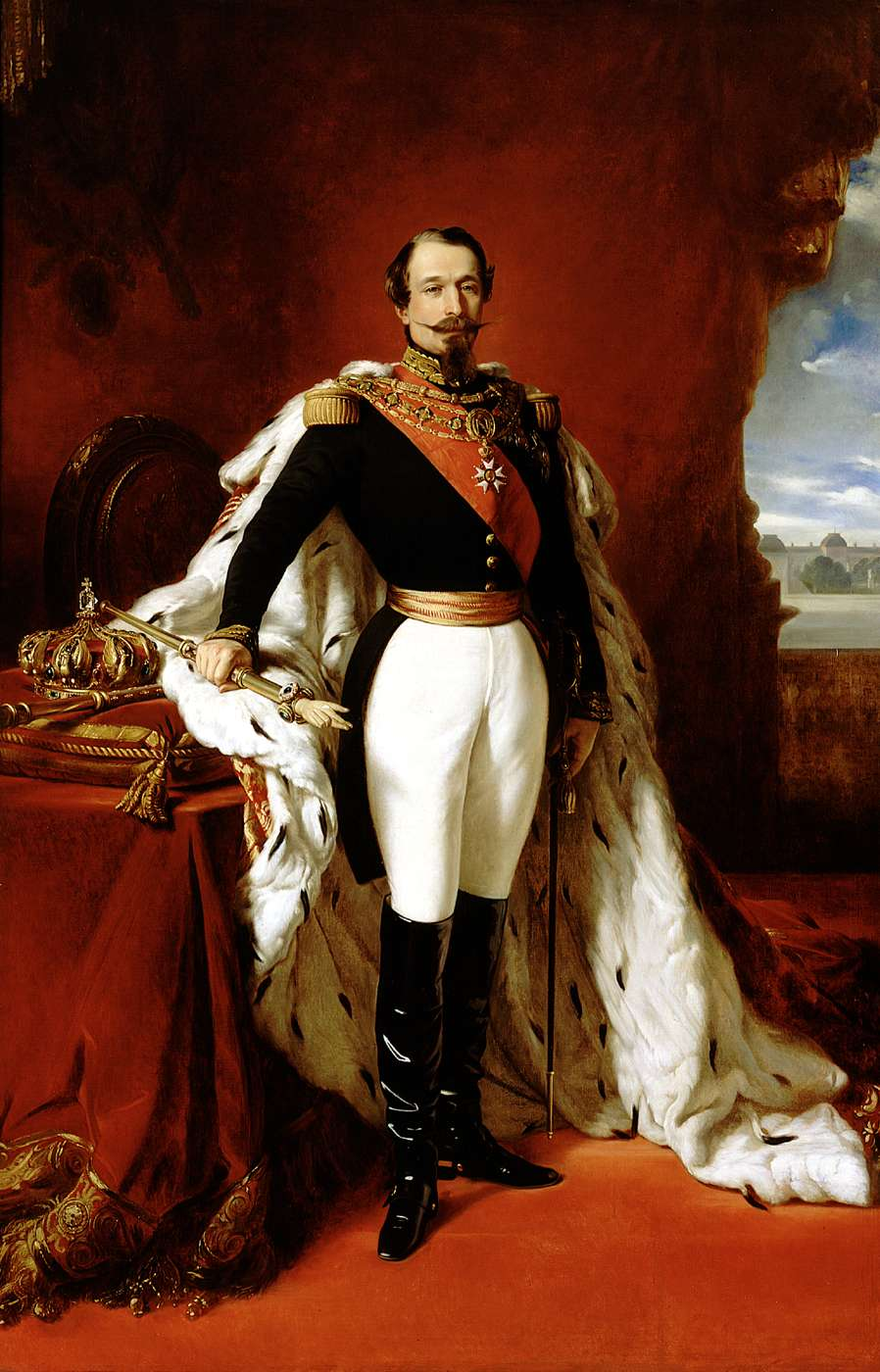
Portret van Napoleon III door Franz Xaver Winterhalter, olieverf op doek, 1855.

Boustrapa is een satirische bijnaam van de Franse keizer Napoleon III.

## Oorsprong van de bijnaam
De bijnaam wordt gevormd door het samenvoegen van de eerste letters van BOUlogne, STRAsbourg et PAris (Boulogne-sur-Mer, Straatsburg en Parijs). 
De drie steden verwijzen naar de drie plekken waar Lodewijk-Napoleon Bonaparte een staatsgreep heeft pogen te plegen. Hoewel hij in 1851 een succesvolle staatsgreep had gepleegd, had hij eerder, in 1836, een mislukte staatsgreep in Straatsburg proberen te plegen tegen de Julimonarchie van koning Lodewijk Filips. Voor deze poging tot staatsgreep werd Bonaparte verbannen naar de Verenigde Staten. Zijn tweede mislukte staatsgreep in Boulogne-sur-Mer in 1840 leverde hem een levenslange gevangenisstraf op, die hij uitzat in het kasteel van Ham, maar waar hij zou ontsnappen. Zijn derde staatsgreep in Parijs op 2 december 1851 was wel succesvol en zou leiden tot de oprichting van het Tweede Franse Keizerrijk een jaar later.

## Gebruik van de bijnaam
Boustrapa was een van de vele bijnamen die tegenstanders van keizer Napoleon III en zijn regime hanteerden. Victor Hugo bijvoorbeeld hanteerde deze bijnaam in zijn satirische werk Les Châtiments. De bijnaam duikt ook op in correspondentie tussen Hugo en Delphine de Girardin, alsook in correspondentie van Karl Marx en Friedrich Engels.